# Intervention militaire en Gambie
- Gambie
- Coalition CÉDÉAO

Intervention militaire en Gambie
L'intervention militaire en Gambie, baptisée Opération Restaurer la démocratie (Restore Democracy), depuis le 19 janvier 2017, est menée par la Communauté économique des États de l'Afrique de l'Ouest (CÉDÉAO) afin de forcer Yahya Jammeh à céder le pouvoir à Adama Barrow, élu lors de l'élection présidentielle gambienne le 1er décembre 2016. Lors des résultats, Jammeh avait accepté la victoire de Barrow et l'avait même félicité. Cependant, après avoir reconnu sa défaite, Jammeh a contesté les résultats à partir du 9 décembre 2016 et a refusé de céder le pouvoir.

## Déroulement
Le 19 janvier 2017, Adama Barrow prête serment comme président de la République de Gambie dans l'ambassade gambienne au Sénégal. Il est immédiatement reconnu comme président légitime par l'Organisation des Nations unies, l'Union africaine et la Communauté économique des États de l'Afrique de l'Ouest (CÉDÉAO). À Banjul, la capitale gambienne, des manifestants sortent dans les rues pour célébrer l'investiture. Le commandant en chef de l'armée gambienne, le général Ousman Badjie (en), se joint aux manifestants, et déclare à des ressortissants occidentaux qu'il n'ordonnera pas à ses hommes de résister en cas d’intervention des troupes africaines.
Le 19 janvier, dans l'après-midi, à la suite de l'adoption de la résolution 2 337 du Conseil de sécurité des Nations unies, des troupes des armées du Sénégal, du Nigeria, du Ghana, du Mali et du Togo entrent en Gambie « de partout » et en mobilisant « l'ensemble des moyens, terre, air et mer » selon les déclarations du colonel Abdoul Ndiaye, porte-parole de l'armée sénégalaise,.

Un responsable de la CÉDÉAO a affirmé qu'environ 7 000 hommes au total seraient mobilisés par les cinq pays engagés. Elles ont avancé sans rencontrer de résistance de la part de l’armée ni de la police gambiennes. 

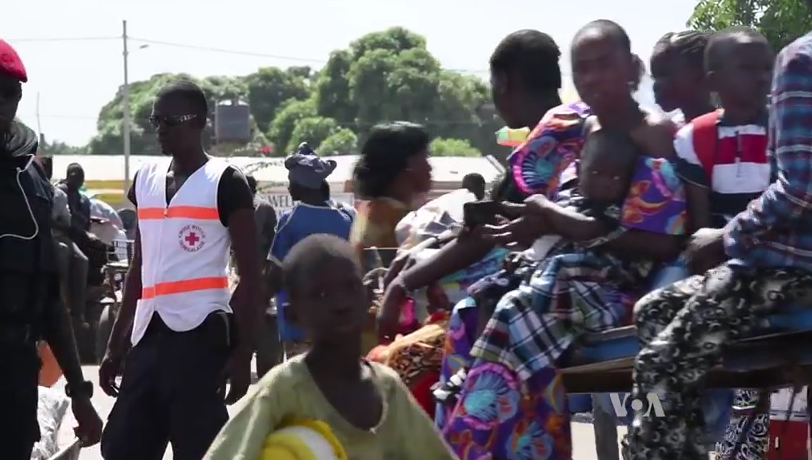
Environ 40000 déplacés se sont massés près de la frontière sénégalaise durant le conflit.

Des avions de combat nigérians ont mené dans la journée des missions de reconnaissance au-dessus du pays. Le Nigeria a aussi déployé son navire de guerre le plus récent dénommé NNS Unity en prélude à une éventuelle intervention militaire en Gambie.
Dans la nuit du 19 au 20 janvier, l'avancée est suspendue jusqu'à midi heure locale pour une dernière médiation.
Des accrochages ont également lieu en Casamance, dans le Sud du Sénégal, entre l'armée sénégalaise et des rebelles indépendantistes du Mouvement des forces démocratiques de Casamance (MFDC), proches du régime de Yahya Jammeh.

## Dénouement

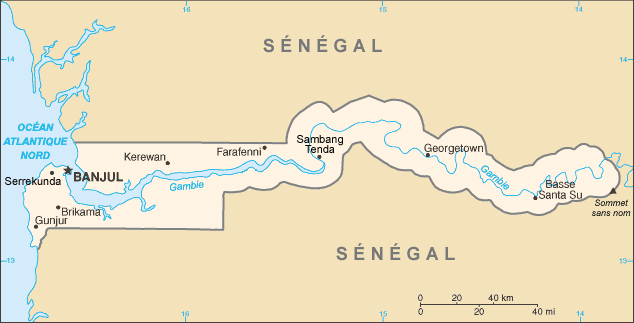
Situation géographique de la Gambie.

À la suite du départ de Yahya Jammeh, les troupes de la CEDEAO et notamment les éléments de l'armée sénégalaise, prennent position en Gambie et principalement dans la capitale Banjul pour « contrôler des points stratégiques en vue de sécuriser les populations et faciliter la prise de fonction du président élu Adama Barrow », dixit le général François Ndiaye, commandant de la Micega,.
Le 5 juin 2017, à l'occasion du 51e sommet de la CEDEAO, il est annoncé que le mandat de la MICEGA (Mission de la CEDEAO en Gambie) serait prolongé d'un an.